# Epitonium celesti
Epitonium celesti é uma espécie de molusco pertencente à família Epitoniidae.
A autoridade científica da espécie é Aradas, tendo sido descrita no ano de 1854.
Trata-se de uma espécie presente no território português, incluindo a zona económica exclusiva.